# Gunnar Wallin (läkare)
Bengt Gunnar Wallin, född 26 oktober 1936 i Karlstad, är en svensk läkare.
Wallin, som är son till kontraktsprost Ragnar Wallin och Elsa Källström, blev medicine licentiat vid Uppsala universitet 1963, medicine doktor och docent i fysiologi i Uppsala 1967, docent i klinisk neurofysiologi i Uppsala 1975, var läkare vid klinisk neurofysiologiska laboratoriet på Akademiska sjukhuset 1969–1984, professor i klinisk neurofysiologi vid Sahlgrenska sjukhuset från 1984 och prefekt för institutionen för klinisk neurovetenskap 1993–1995.